# Emma Davies
Emma Davies (Knutsford, 4 oktober 1978) is een wielrenner uit het Verenigd Koninkrijk.
In 2000 reed Davies de puntenrace op de Olympische Zomerspelen van Sydney. Ook in 2004 reed ze de puntenrace, en werd ze achtste op het onderdeel individuele achtervolging op de Olympische Zomerspelen van Athene.
In 2006 nam Davies deel aan de Gemenebestspelen. Ze reed zowel op de baan (3000 meter individuele achtervolging en puntenrace), als op de weg.
Bij het Brits kampioenschap wielrennen op de weg reed Davies naar enkele podiumplaatsen, waarvan de zilveren medaille bij het onderdeel tijdrijden in 2002 de beste prestatie was.